# Anatol Ciobanu
Anatol Ciobanu (n. 14 mai 1934, Ruseni, raionul Edineț, Republica Moldova – d. 8 aprilie 2016, Chișinău, Republica Moldova) a fost un lingvist român din Republica Moldova, membru corespondent al Academiei de Științe a Moldovei.

## Biografie
Anatol Ciobanu s-a născut la 14 mai 1934 în satul Ruseni, județul Edineț, din Regatul român. Își face studiile primare și medii incomplete în Dondușeni și Tîrnova, apoi la Școala Pedagogică „Boris Glavan” din Bălți și la Universitatea de Stat din Moldova. În 1956 obține Diploma magna cum laude a USM-ului și, la propunerea catedrei, rămâne să-și continue studiile la aspirantură (doctorantură), avându-l ca îndrumător științific pe profesorul Nicolae Corlăteanu.

## Activitate didactică
A activat în funcție de asistent (1959-1961), lector (1960-1961), lector superior (1962-1964), conferențiar (1964-1975), profesor (din 1976), prodecan al Facultății de Filologie (1964-1968), șef al Catedrei de lingvistică generală și romanică (1978-2001). A fost șef al Catedrei de limba română, lingvistică generală și romanică a Universității de Stat din Moldova (din 2001).

## Activitatea literară și domeniul de cercetare
Domeniul său de cercetare cuprindea sintaxa (funcțională, transformațională, contrastivă), sociolingvistica, lingvistica generală, cultivarea limbii, punctuația, limbile clasice (latina) ș.a. Este autorul a peste 600 de publicații, inclusiv opt monografii, zece manuale, 14 materiale didactice, două dicționare și circa 600 de articole științifice, note, recenzii, articole pentru enciclopedii, rezumate etc.